# Weitra

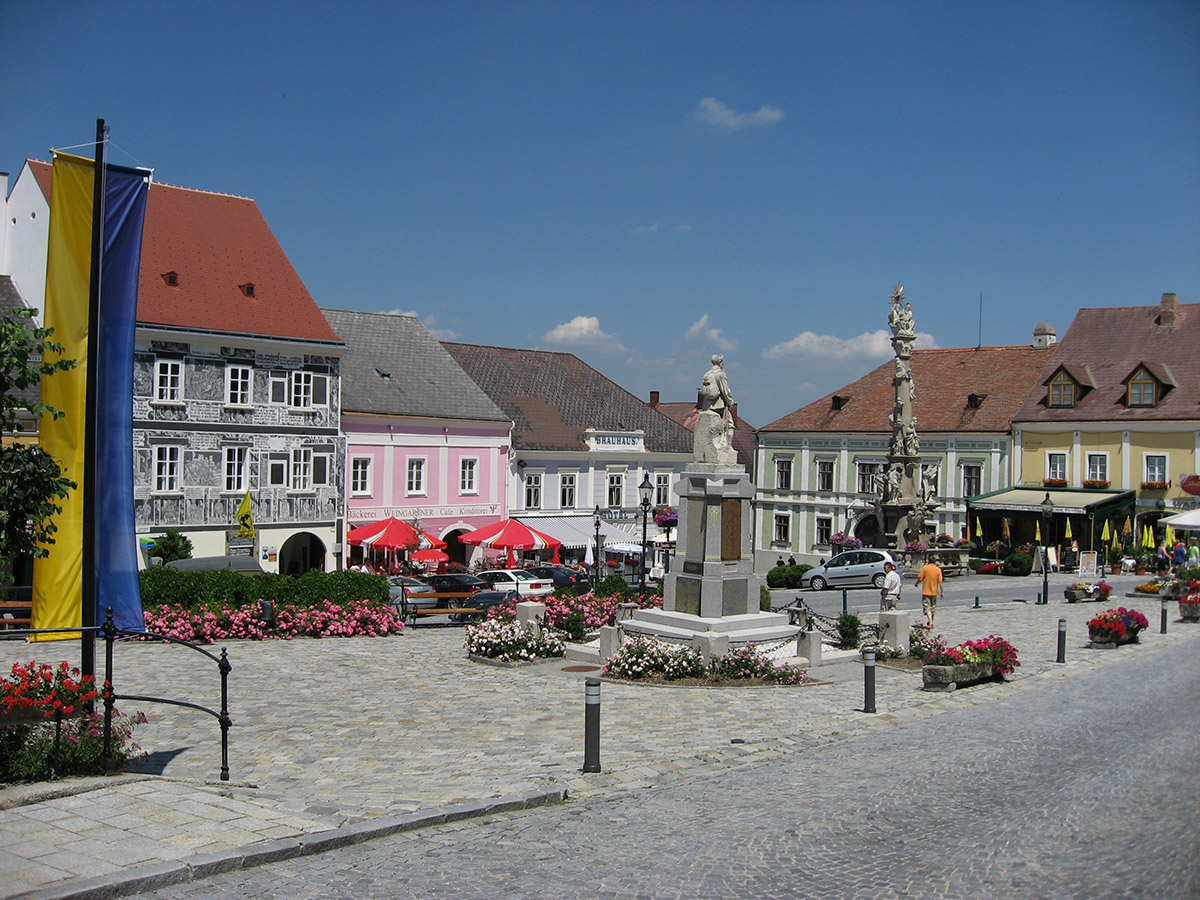
Rathausplatz

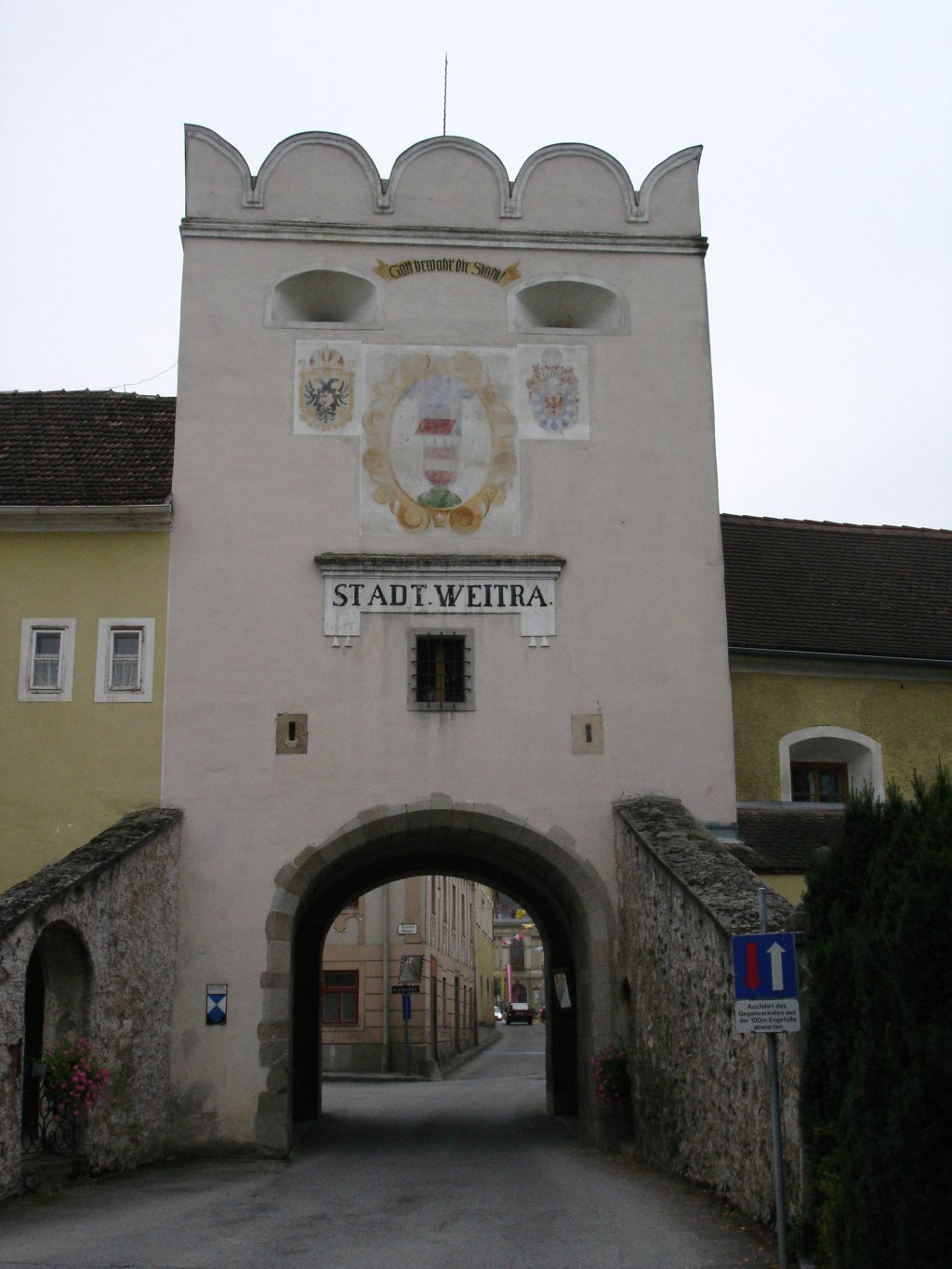
Oberes Tor Weitra

Weitra (tschechisch Vitoraz) ist eine österreichische Stadtgemeinde im Bezirk Gmünd in Niederösterreich mit 2563 Einwohnern (Stand 1. Jänner 2025). Sie führt den Beinamen Kuenringerstadt.

## Geografie
Weitra liegt im Waldviertel in Niederösterreich im Tal der Lainsitz. Die Fläche der Stadtgemeinde umfasst 52,53 Quadratkilometer. 42,23 Prozent der Fläche sind bewaldet.

### Gemeindegliederung
Das Gemeindegebiet umfasst folgende 12 Ortschaften (in Klammern Einwohnerzahl Stand 1. Jänner 2025):
- Großwolfgers (183)
- Oberbrühl (46)
- Oberwindhag (51)
- Reinprechts (170)
- St. Wolfgang (114)
- Spital (202) samt Oberweidenhöfen
- Sulz (65)
- Tiefenbach (44) samt Am Böhmberg
- Unterbrühl (15)
- Walterschlag (58)
- Weitra (1526)
- Wetzles (89) samt Weidenhöfen

Die Gemeinde besteht aus den Katastralgemeinden Brühl, Großwolfgers, Oberwindhag, Reinprechts, St. Wolfgang, Spital, Sulz, Walterschlag, Weitra und Wetzles.
Mit der NÖ. Kommunalstrukturverbesserung wurden Anfang 1967 Brühl und Wetzles sowie Anfang 1971 Großwolfgers, Reinprechts, Spital und St. Wolfgang eingemeindet.

### Nachbargemeinden
|                 | Unserfrau-Altweitra                         | Großdietmanns           |
| Moorbad Harbach | Kompassrose, die auf Nachbargemeinden zeigt | Schweiggers Waldenstein |
| St. Martin      | Bad Großpertholz                            | Großschönau             |

Wo die Gemeinden Moorbad Harbach und Unserfrau-Altweitra aneinander grenzen wird Weitra von deren Gebieten auf etwa 500 m Minimalabstand von Tschechien gehalten.

### Klima
|                        | Jan  | Feb  | Mär  | Apr  | Mai  | Jun  | Jul  | Aug  | Sep  | Okt  | Nov  | Dez  |   |      |
| Mittl. Temperatur (°C) | −2,4 | −1,5 | 2,4  | 7,0  | 12,4 | 15,5 | 17,4 | 16,6 | 11,9 | 7,1  | 2,2  | −1,3 | ⌀ | 7,3  |
| Mittl. Tagesmax. (°C)  | 1,4  | 3,1  | 7,6  | 13,5 | 18,7 | 21,5 | 23,8 | 23,3 | 18,4 | 12,9 | 5,9  | 2,0  | ⌀ | 12,7 |
| Mittl. Tagesmin. (°C)  | −5,6 | −5,0 | −1,5 | 1,5  | 6,0  | 9,3  | 11,2 | 10,7 | 7,2  | 3,2  | −0,8 | −4,2 | ⌀ | 2,7  |
|                        |      |      |      |      |      |      |      |      |      |      |      |      |   |      |
| Niederschlag (mm)      | 34   | 31   | 53   | 51   | 81   | 90   | 105  | 99   | 60   | 39   | 41   | 40   | Σ | 724  |
|                        |      |      |      |      |      |      |      |      |      |      |      |      |   |      |
| Luftfeuchtigkeit (%)   | 74,4 | 66,6 | 60,9 | 52,2 | 51,3 | 53,7 | 53,0 | 52,9 | 57,4 | 64,3 | 75,6 | 77,7 | ⌀ | 61,7 |

| −5,6 |

| −5,0 |

| −1,5 |

| 1,5 |

| 6,0 |

| 9,3 |

| 11,2 |

| 10,7 |

| 7,2 |

| 3,2 |

| −0,8 |

| −4,2 |

| −5,6 |

| −5,0 |

| −1,5 |

| 1,5 |

| 6,0 |

| 9,3 |

| 11,2 |

| 10,7 |

| 7,2 |

| 3,2 |

| −0,8 |

| −4,2 |

## Geschichte
Die Herrschaft Weitra gehörte ursprünglich nach Böhmen. 1201 gründete der Kuenringer Hadmar II. die Burgstadt Weitra oberhalb der geringfügig älteren Siedlung Altweitra, die vermutlich nach einem Slawen namens Vit Vitohrad (tschech. für Veitsburg) benannt wurde (daher auch der heutige tschechische Name Vitoraz). In die Kuenringer-Herrschaft fällt vermutlich auch bereits die erstmalige Verleihung des Stadtrechts. Den Kern der Bevölkerung bildeten Ackerbürger.
Da die Kuenringer Ottokar II. Přemysl unterstützt hatten, wurde nach seinem Tode (1278) Weitra von den Habsburgern beansprucht; seit 1296 war die Stadt endgültig in deren Besitz. Vom 26. Mai 1321 (Friedrich der Schöne) ist die älteste Urkunde erhalten, die Weitras Bürger mit Brau- und Schank-Privilegien ausstattete.
1581 schenkte Rudolf II. Burg und Stadt Weitra an Wolf Rumpf Freiherrn vom Wielroß; nach dessen Tod fiel es 1607 durch Heirat an die Familie Fürstenberg, die bis 1848 die Grundherrschaft innehatte und immer noch Eigentümer des Schlosses und des dazugehörigen Großgrundbesitzes in der Umgebung ist.
Weitra wurde 1651 und 1672 von Feuersbrünsten heimgesucht.
Die Stadt war seit dem 14. Jahrhundert bekannt für ihre Bierbrauereien, von denen es in der Blütezeit 22 gab, heute sind es noch zwei. Später kam, ausgehend von der Weberei, wie in der gesamten Region Waldviertel die Textilindustrie dazu.
Im Grenzland gelegen, verlor Weitra nach dem Ersten Weltkrieg den in Südböhmen gelegenen Teil seines Hinterlandes. Besonders spürbar wurde dies durch den Eisernen Vorhang nach dem Zweiten Weltkrieg. Die Randlage sowie der Umstand, dass es auch in der Vergangenheit nicht gelungen war, die Stadt an das hochrangige Verkehrsnetz anzuschließen und Industrie anzusiedeln (auch wenn 1903 der südliche Ast der Waldviertler Schmalspurbahnen von Gmünd nach Groß-Gerungs eröffnet worden war), wirkte sich nachteilig auf die wirtschaftlichen Verhältnisse aus.
1959 wurde die Kuenringerkaserne eröffnet, sodass Weitra Garnisonsstadt wurde.

### Religion
96,1 % der Bevölkerung sind römisch-katholisch, 1,3 % evangelisch. Andere Religionsgemeinschaften kommen nicht über 0,5 % hinaus. Ohne religiöses Bekenntnis sind 1,8 %.

### Bevölkerungsentwicklung
Die Abnahme der Bevölkerungszahl seit 1991 beruht auf einer negativen Geburtenbilanz. Die Wanderungsbilanz ist seither positiv.

## Kultur und Sehenswürdigkeiten

### Bauwerke

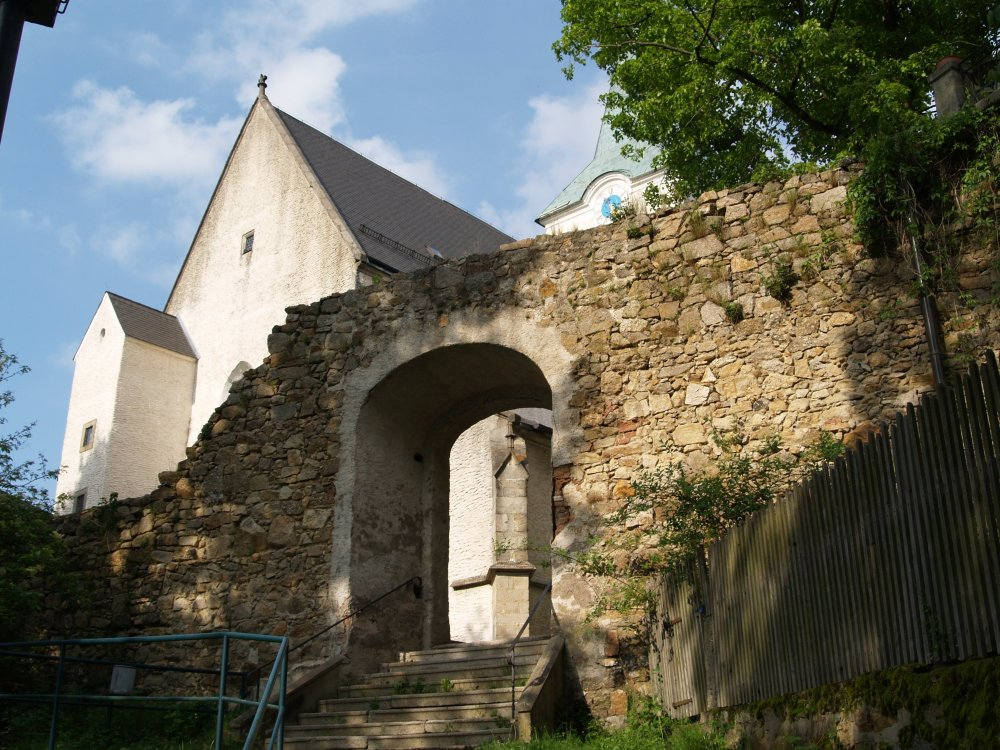
Stadtbefestigung Weitra mit Durchgang zum Kirchenplatz

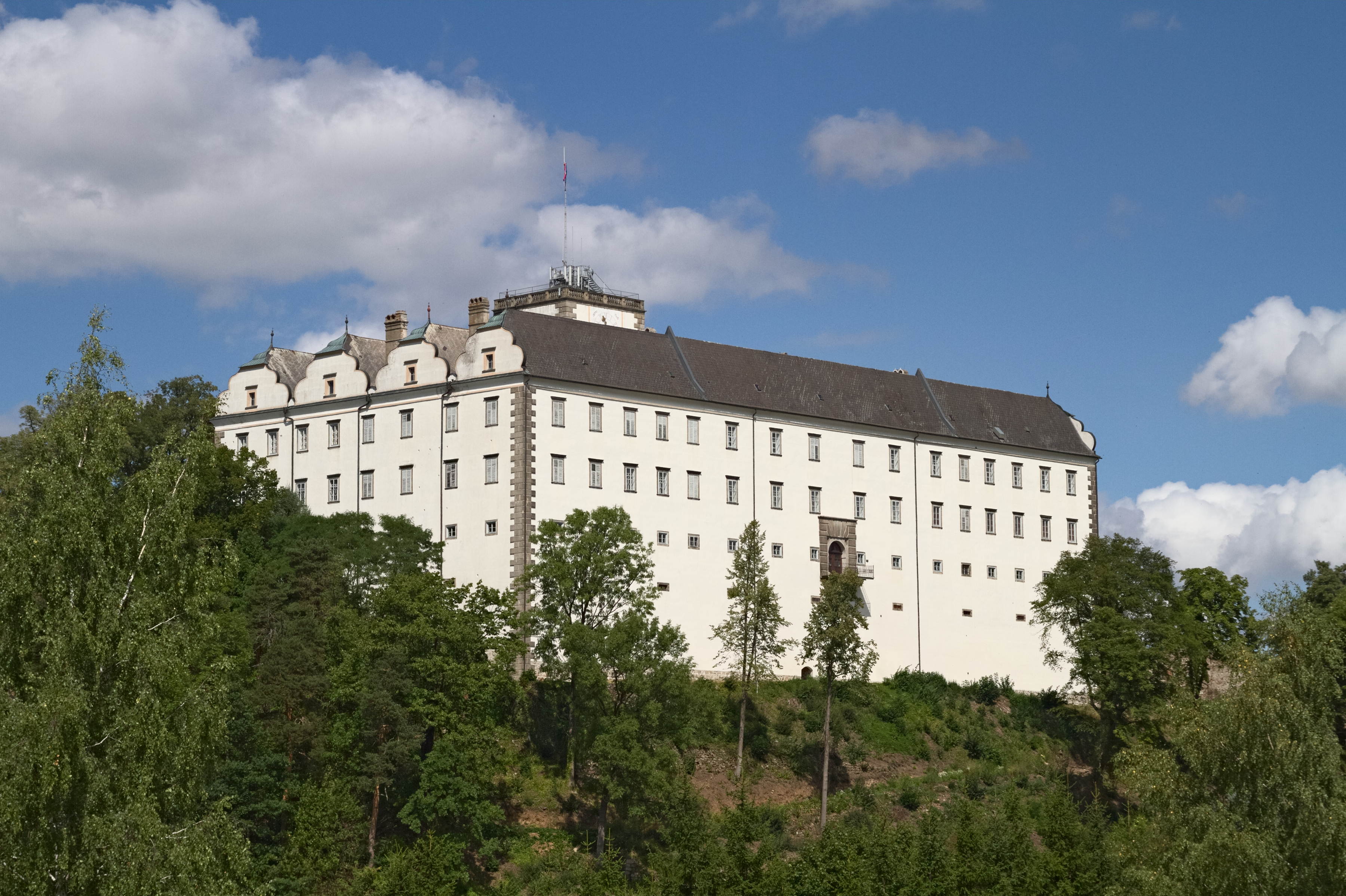
Schloss Weitra

- Stadtbefestigung Weitra mit dem Oberen Tor.
- Schloss Weitra mit Schlosstheater
- Katholische Pfarrkirche Weitra Hll. Peter und Paul
- Katholische Pfarrkirche St. Wolfgang bei Weitra hl. Wolfgang
- Katholische Pfarrkirche Spital bei Weitra hl. Johannes der Täufer
- Rathausplatz mit alten Bürgerhäusern (besonders Sgraffitohaus Rathausplatz 4) und Dreifaltigkeitssäule
- Sender Wachberg
- Zisterne im Haus des Kellers Hauptplatz 24[7]

### Museen
- Museum Alte Textilfabrik
- Schlossmuseum

### Parks
- Promenadenwege entlang der Stadtmauer
- Gabrielental: Spazier- und Wanderweg beiderseits der Lainsitz

## Wirtschaft und Infrastruktur
Wesentliche Wirtschaftszweige sind Land- und Forstwirtschaft sowie Sommerfremdenverkehr. Weitra ist Sitz einer Brauerei, der Bierwerkstatt Weitra, die auf eine lange Tradition zurückblicken kann, aber seit dem Jahr 2003 zur Privatbrauerei Zwettl gehört. Der Name des gebrauten Bio-Bieres ist „Hadmar“ – nach dem Gründer von Weitra. Diese Biersorte wurde anlässlich der Landesausstellung im Jahr 1994 kreiert, die in Weitra stattfand.
In Weitra gibt es 162 land- und forstwirtschaftliche Betriebe, davon sind 50 Haupterwerbsbetriebe (Stand 2010). Im Produktionssektor beschäftigen 34 Betriebe 283 Arbeitnehmer, vorwiegend bei der Herstellung von Waren und im Bau. Der Dienstleistungssektor beschäftigt 826 Menschen, davon beinahe die Hälfte in sozialen und öffentlichen Dienstleistungen (Stand 2011).
In der Gemeinde gibt es (Stand 2017) etwa 11.000 Übernachtungen, der Großteil davon entfällt auf die Monate Juni bis Oktober. Die Anzahl ging seit 2008 um beinahe 30 Prozent zurück.
Durch Weitra verlaufen der Ostösterreichische Grenzlandweg, der Eisenwurzen-Weitwanderweg, der Thayatalweg, der Niederösterreichische Landesrundwanderweg sowie die Europäischen Fernwanderwege E6 und E8.
In Weitra befindet sich eine Apotheke. Hier ordinieren praktische Ärzte, ein Zahnarzt und ein Ordinationszentrum bietet die Betreuung durch weitere Fachärzte an.

### Verkehr

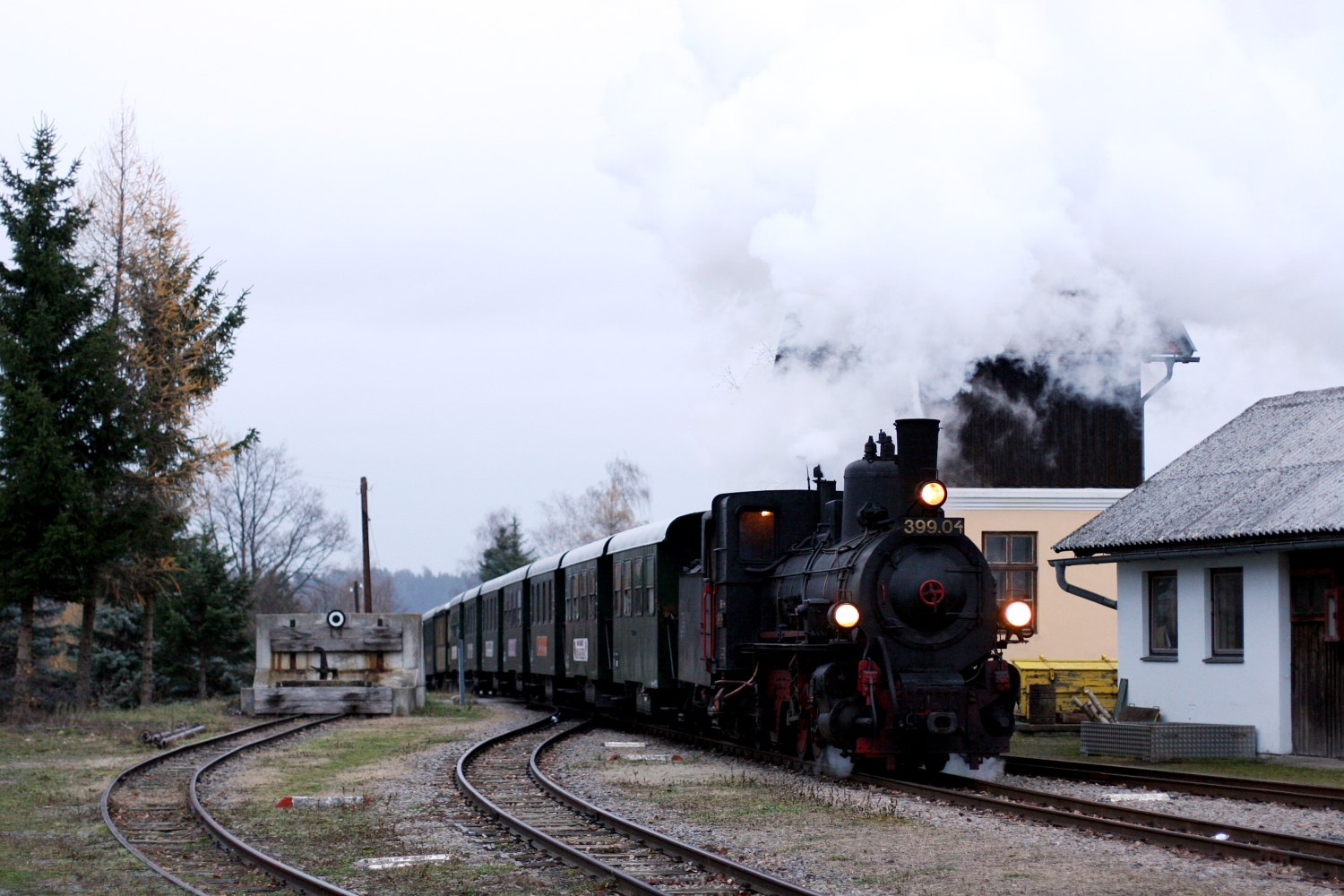
Zug der Schmalspurbahn am Bahnhof Weitra

- Straße: Weitra liegt an der Gmünder Straße B 41 von Gmünd nach Freistadt und ist nördlicher Endpunkt der von Grein kommenden Greiner Straße B 119 bzw. der Straßenverbindung nach Zwettl.
- Bahn: Der Regelbetrieb auf der Waldviertler Schmalspurbahn wurde 2001 eingestellt; die Strecke wird noch als Museumsbahn touristisch genützt.[13]

### Bildung
In der Stadt gibt es zwei Kindergärten, eine Volksschule sowie eine Mittelschule.

### Öffentliche Einrichtungen
In Weitra findet in der Lehrkompanie des Bundesheeres in der Kuenringer Kaserne mehrmals jährlich der Chargenkurs bzw. der Kurs 1 der Einjährig-Freiwilligen statt.

## Politik

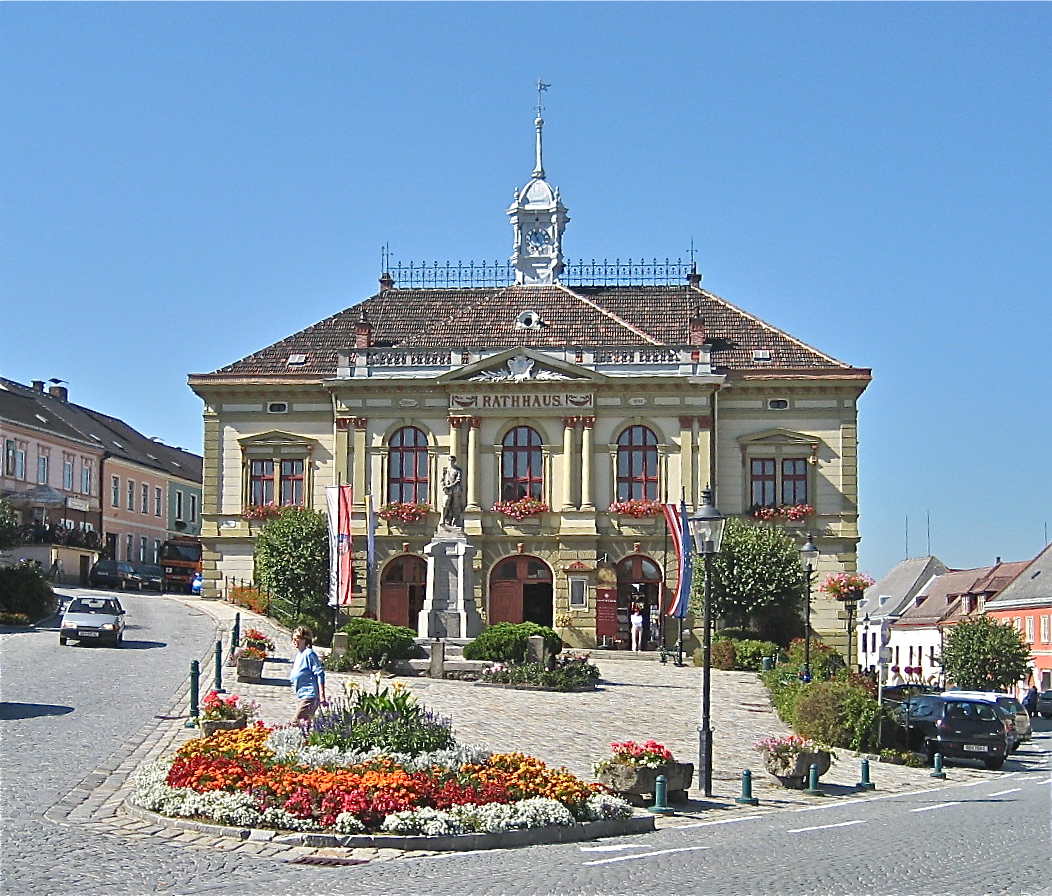
Rathaus Weitra

### Gemeinderat
Der Gemeinderat hat 21 Mitglieder. Seit 1990 ergab sich nach den Gemeinderatswahlen jeweils folgende Sitzverteilung:
| Partei / Liste    | 1990 | 1995 | 2000 | 2005 | 2010 | 2015 | 2020 | 2025 |
| ÖVP               | 14   | 12   | 13   | 13   | 15   | 15   | 16   | 17   |
| SPÖ               | 5    | 5    | 3    | 5    | 2    | 2    | 3    | 2    |
| FPÖ               | 2    | 3    | 1    | –    | –    | –    | 2    | 2    |
| Wir für Weitra    | –    | –    | 4    | 3    | 4    | 4    | –    | –    |
| Unabhängige Liste | –    | 1    | –    | –    | –    | –    | –    | –    |

### Bürgermeister
- 1829–1841  Michael Johann Baumgärtner
- 1842–1845 Michael Herzog
- 1846–1850 Josef Schellinger
- 1850–1855 Johann Kordik
- 1855–1858 Franz Weyringer
- 1858–1864 Anton Riether
- 1864–1867 Franz Weyringer
- 1867–1876 Anton Riether
- 1876–1885 Anton Fleischmann
- 1885 – 1885 Kosef Kohl
- 1885–1894 Michael Seitz
- 1894–1908 Johann Kordik
- 1908–1919 Matthias Feucht
- 1919–1920 Paul Waschka
- 1920–1921 Johann Biebl
- 1922–1925 Gabriel Frank
- 1926–1927 Franz Kolm
- 1927–1936 Ludwig Zechmann
- 1937–1938 Alois Freund
- 1938–1945 Leopold Zauner
- 1945–1946 Johann Sartori
- 1946–1948 Alois Zartler
- 1948–1950 Franz Kraus
- 1950–1955 Karl Lurf
- 1955–1960 Franz Kindermann
- 1960–1961 Rudolf Witeschnik
- 1961–1966 Hermann Schmid
- 1967–1971 Franz Koppensteiner
- 1971–1994 Hans Klestorfer
- 1994–2010 Werner Himmer (ÖVP)
- 2010–2020 Raimund Fuchs (ÖVP)
- seit 2020 Patrick Layr (ÖVP)[22][23]

## Persönlichkeiten

### Ehrenbürger
- Karl Egon V. zu Fürstenberg (1891–1973), Aristokrat
- Joachim Egon Fürst zu Fürstenberg (1923–2002), Aristokrat, Unternehmer
- Erwin Pröll[24]
- 2021: Werner Himmer, Bürgermeister 1994–2010[24]
- 2021: Raimund Fuchs, Bürgermeister 2010–2020[24]

### Söhne und Töchter der Stadt
- Benedikt Schulz (1735–1797), der letzte Abt des Stifts Neuberg
- Ignaz Ram (1781–1850), österreichischer Stadtbaumeister und Architekt
- Klara Hitler (1860–1907), Mutter Adolf Hitlers, wurde in Spital geboren
- Alois Tampier (1913–2007), österreichischer Geistlicher und Dichter
- Günter Wolfsberger (* 1944), Maler und Bildhauer
- Sonja Zwazl (* 1946), österreichische Politikerin (ÖVP), Präsidentin der Wirtschaftskammer Niederösterreich

### Personen mit Bezug zur Stadt
- Peter Florian (* 1964), österreichischer Künstler, lebte von 1964 bis 1979 in Weitra. Anlässlich der 800-Jahr-Feier der Stadt (1983), zeigte er über 80 Arbeiten im Schloss Weitra.
- Ludwig Knapp, war 1944 Besitzer eines Sägewerkes, in dem er mit Genehmigung 24 Juden beschäftigte, die er damit vor der sicheren Deportation bewahrte; er wurde von Yad Vashem als Gerechter unter den Völkern ausgezeichnet
- Herbert Knittler (* in Brünn/Brno, Mähren), Wirtschafts- und Sozialhistoriker, lebt in Weitra
- Christoph Seidl (* 1987), Opernsänger
- Wilhelm Szabo (1901–1986), Lehrer, österreichischer Dichter und Lyrikübersetzer, zählt zu den bedeutendsten österreichischen Dichtern des 20. Jahrhunderts; zum ehrenden Andenken an seine herausragenden Verdienste wurde die Wilhelm-Szabo-Straße in Weitra nach ihm benannt